# Društvo farmacevtsko-medicinskih informatorjev Slovenije
Društvo farmacevtsko-medicinskih informatorjev Slovenije je bilo strokovno društvo farmakoinformatorjev, ki so delovali v sistemu farmacevtsko medicinskega informiranja in marketinga zdravil, medicinskih pripomočkov in drugih podobnih izdelkov. Ustanovljeno je bilo leta 1975, ukinjeno pa leta 1986. Njegov namen je bil razvijati in izpopolnjevati medicinsko-informativno stroko. Pospeševalo je strokovno izpopolnjevanje članov, skrbelo za kulturen, etičen in human način delovanja članov, zastopalo njihove interese, svetovalo pri usmerjanju kadrov na odgovarjajočih visokoh šolah, razreševalo strokovne dileme članov idr. Izdajalo je strokovno glasilo Farmakoinformator. Leta 1981 je društvo štelo 44 članov. Eden najaktivnejših članov je bil Dušan Valenčič.